# Кириллов, Николай Степанович
Николай Степанович Кириллов (род. 10 марта 1930, Пашково, Весьегонский муниципальный округ, РСФСР, СССР — 15 декабря 2007, Минск, Белоруссия) — русский художник-оформитель, живописец. Заслуженный деятель искусств Белорусской ССР (1991). Член Союза художников СССР.

## Биография
Окончил Ленинградское Высшее художественно-промышленное училище им. В. И. Мухиной (1959).
Среди его педагогов — профессора А. М. Любимов, И. П. Степашкин и П. Д. Бучкин.
Представитель Ленинградской школы живописи.
Николай Степанович Кириллов скончался 15 декабря 2007 года в Минске, похоронен на Северном кладбище г. Минска.

### Семья
Жена — А. А. Оличева, преподаватель русского языка и литературы
Дети:
- Евгений, художник и предприниматель
- Олег, учёный

## Творчество
Работал в технике акварели, рисунка карандашом, углём, сепией и сангиной, а также масляной и темперной живописи.
Участвовал в выставках: республиканских и всесоюзных (с 1962).
Работал старшим художественным редактором Чувашского государственного книжного издательства (1960—1962).
Будучи главным художником Белорусского государственного музея Великой Отечественной войны, разработал его экспозицию. Автор генерального решения (1964-1968).
Автор генерального решения экспозиции ВДНХ БССР в Минске, главный художник по созданию данной экспозиции (1972).
Автор генерального решения экспозиции ВДНХ БССР в Минске, главный художник по созданию данной экспозиции (1977).
Работы художника находятся в Национальном художественном музее Беларуси, фондах Белорусского Союза художников, частных собраниях.
Персональная страница на сайте Национальной Библиотеки Республики Беларусь.